# 陳丕士
陈丕士（1901年—1989年2月20日），出生于特立尼达和多巴哥的西班牙港，祖籍廣東，客家人，執業律師、記者、商人及政治家。前中華民國外交部長陈友仁的大儿子。

## 早年生活
陳丕士在1901年出生。父親是陳友仁，而他母親是莊園主和黑奴的私生女，所以陳丕士帶著华人、法國人與黑人的血統。他家中有四兄弟姐妹，其中一個是漫畫家陳依范。1911年随母亲到伦敦学习，1922年毕业于伦敦中殿律师学院，考取律师资格。后在千里達及托巴哥当律师。

## 在中华民国任职
1926年返回中国后，陈丕士曾参加武汉收回英租界的斗争，任國民政府外交部秘书。1927年，四一二事件后以鲍罗廷为首的苏联顾问团回国，他奉父命护送，后留居苏联。1935年回国，致力于建立统一战线工作。抗日战争爆发后，为宣传抗战努力工作，曾出任立法院顾问兼立法院院长孙科的私人秘书、“中国国际法学会”秘书长。

## 移居香港
1947年任香港高等法院律师，曾經代表兩航打官司。同時他又跟支持香港自治的馬文輝等人創立香港華人革新協會。協會最初是在香港爭取有限的民選機制，不過後來莫應溎、陳丕士等親共人士控制領導權，華革會成為一個親共的民間組織。
陳丕士亦曾經參與香港的市政局選舉，不過未曾當選。
1967年的六七暴動，陳丕士成為指揮這場暴動的組織－鬥委會的成員之一。

## 晚年
陈丕士于八九年去世，留下一本自传，书名叫《中国召唤我：我参加中国革命的历程》。